# Claude Reignier Conder
Claude Reignier Conder (29 décembre 1848 à Cheltenham, Angleterre - 16 février 1910 à Cheltenham) est un soldat, explorateur et antiquaire britannique. Il « ne sera jamais négligé par ceux qui portent intérêt à la topographie et à l'histoire de la Palestine, puisqu'il n'y a jamais eu d'homme qui a fait autant par son travail, et ses études, dans cette région pour éclairer les multiples problèmes associés à la Terre sainte,. »

## Biographie
Claude Reignier Conder naît le 29 décembre 1848 à Cheltenham, Angleterre. Il suit des cours à l'University College de Londres et à l'Académie royale militaire de Woolwich. Il est nommé lieutenant dans le Corps of Royal Engineers en 1870. Il effectue des études géographiques en Palestine de 1872 à 1874, en compagnie du lieutenant Horatio Herbert Kitchener, qu'il connaît depuis l'école. Ensuite, grâce à l'appui financier du Palestine Exploration Fund, il poursuit son travail de 1875 à 1878, puis encore en 1881 et en 1882, année où il est promu capitaine.
Conder participe à la guerre anglo-égyptienne de 1882 sous les ordres de Garnet Joseph Wolseley dans le but de mettre un terme à la rébellion menée par Ahmed Urabi. En Égypte, il est affecté aux services de renseignement de l'armée. Sa grande connaissance des peuples arabes et de l'Orient est largement mise à profit par l'armée britannique. Il participe à la bataille de Tel el-Kebir et à l'avance vers Le Caire. Il est cependant démobilisé à la suite d'une fièvre typhoïde. Il prend sa retraite en 1904 avec le grade de colonel. Pour ses services, il a reçu plusieurs décorations.
Conder meurt à Cheltenham en Angleterre le 16 février 1910.

## Œuvres
- (en) Claude Reignier Conder, Tent Work in Palestine, 1878 (ISBN 1-4179-2238-9)
  - [PDF] (en) Claude Reignier Conder, Tent Work in Palestine, vol. 1, Richard Bentley & Son, 1878 (lire en ligne)
  - [PDF] (en) Claude Reignier Conder, Tent Work in Palestine, vol. 2, Richard Bentley & Son, 1878 (lire en ligne)
- (en) Claude Reignier Conder et Horatio Herbert Kitchener, Memoires : The Survey of Western and Eastern Palestine, 1880 (ISBN 1-85207-835-9)
  - [PDF] (en) Claude Reignier Conder et Horatio Herbert Kitchener, Memoires : The Survey of Western and Eastern Palestine, vol. 1, The Committee of the Palestine Exploration Fund, 1880 (lire en ligne)
  - [PDF] (en) Claude Reignier Conder et Horatio Herbert Kitchener, Memoires : The Survey of Western and Eastern Palestine, vol. 2, The Committee of the Palestine Exploration Fund, 1880 (lire en ligne)
  - [PDF] (en) Claude Reignier Conder et Horatio Herbert Kitchener, Memoires : The Survey of Western and Eastern Palestine, vol. 3, The Committee of the Palestine Exploration Fund, 1880 (lire en ligne)
- (en) Claude Reignier Conder, Heth and Moab : explorations in Syria in 1882, Richard Bentley & Son, 1885 (lire en ligne)
- (en) Claude Reignier Conder, Syrian Stone-Lore; Or, the Monumental History of Palestine, Alexander P. Watt, 1887 (lire en ligne)
- (en) Claude Reignier Conder, Altaic Hieroglyphs and Hittite Inscriptions, 1887 (ISBN 1-4326-0939-4)
  - (en) Claude Reignier Conder, Altaic Hieroglyphs and Hittite Inscriptions, Richard Bentley & Son, 1887 (lire en ligne)
  - (en) Claude Reignier Conder, Altaic Hieroglyphs and Hittite Inscriptions, Alexander P. Watt, 1889 (lire en ligne)
- (en) Claude Reignier Conder (éditeur et traducteur), The Tell Amarna Tablets, MacMillan & Co., 1893 (lire en ligne)
- (en) Claude Reignier Conder, The Bible and the East, William Blackwood & Sons, 1896 (lire en ligne)
- (en) Claude Reignier Conder, The First Bible, William Blackwood & Sons, 1902 (lire en ligne)
- (en) Claude Reignier Conder, The City of Jerusalem, John Murray, 1909 (lire en ligne)

### Citations originales
1. ↑  (en) « will never be forgotten by those who take interest in topography and history of Palestine, as there has been no man who has done more by his work in the country, and by his studies, to throw light upon the many problems connected with the Holy Land »